# Maikel Scheffers
Maikel Scheffers es un jugador de tenis en silla de ruedas holandés. Participa en competiciones individuales y dobles.

## Biografía
Scheffers nació el 7 de septiembre de 1982. Tiene una malformación congénita llamada espina bífida. Vive en Dorst.

## Carrera
Participó en los Juegos Paralímpicos de Verano de 2008 en Pekín. Ganó una medalla de bronce individual en tenis en silla de ruedas. Perdió junto a Ronald Vink en el encuentro por la medalla de bronce en parejas contra Shingo Kunieda y Satoshi Saida.

## Grand Slam
En 2011 ganó su primer Grand Slam individual en Roland Garros. En 2012 obtuvo el segundo, esta vez en el Abierto de Australia.
| Torneos de Grand Slam individuales en silla de ruedas |    |    |    |    |    |    |    |
| abierto de Australia                                  | CF | CF | SF | CF | CF | G  | CF |
| abierto Francés                                       | A  | CF | CF | CF | G  | CF | SF |
| Abierto de Estados Unidos                             | A  | A  | F  | SF | SF | No |    |

Datos tomados del sitio del abierto australiano
En 2008 ganó en pareja en Roland Garros, en 2010 en el US Open, 2011 en el Open de Australia y el Wimbledon. 
| Torneos de Grand Slam en silla de ruedas dobles |   |    |   |   |   |    |    |
| abierto de Australia                            | F | 1F | F | F | G | SF | SF |
| abierto Francés                                 | A | G  | F | F | F | SF | SF |
| Wimbledon                                       | F | A  | F | F | G | A  |    |
| Abierto de Estados Unidos                       | A | A  | F | G | F | No |    |

Tablas referenciadas en las páginas oficiales del abierto australiano